# Cytogamia

Fuzja cytoplazm

Cytogamia – fuzja cytoplazm komórek np. podczas zapłodnienia.